# Ea (település)
Ea város Spanyolországban,  Bizkaia tartományban. Ea Ibarrangelu, Ereño és Ispaster községekkel határos. Lakosainak száma 842 fő (2024).

## Népesség
A település népessége az utóbbi években az alábbiak szerint változott:
| Lakosok száma | 813  | 791  | 870  | 905  | 886  | 865  | 836  | 823  | 824  | 842  |
|               | 2001 | 2004 | 2007 | 2009 | 2012 | 2014 | 2017 | 2019 | 2022 | 2024 |